# Caelus

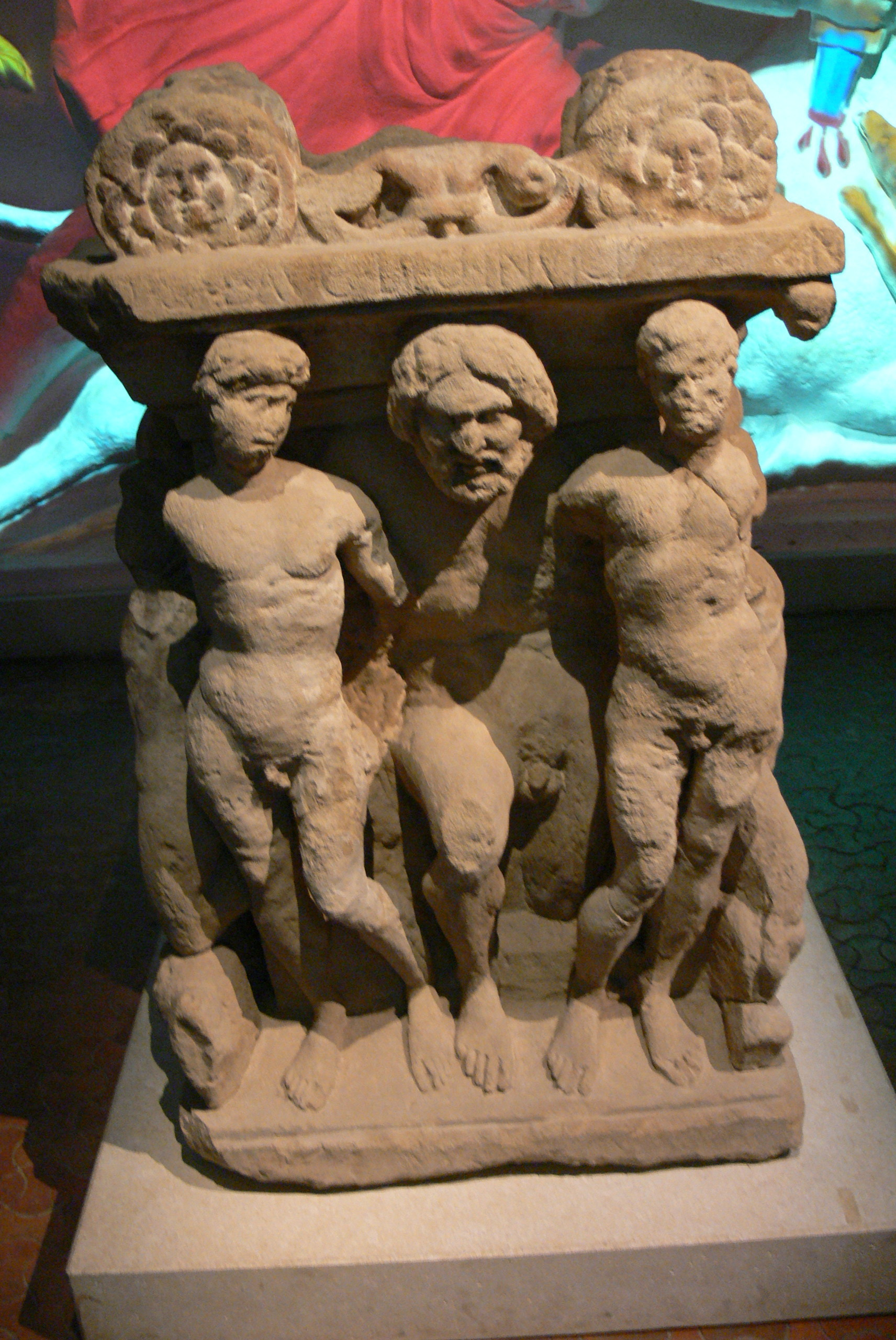
Altar mitraico (siglo III). Muestra a Caelus flanqueado por las alegorias de las estaciones (Museum Carnuntinum, Austria)

Caelus, Caelo, Coelus o simplemente Cielo (del latín cælus, “cielo” o “los cielos” y de ahí “celestial”) fue un primitivo dios del cielo en la mitología y teología romana, apareciendo también en su iconografía y literatura. No se trata de un dios romano sino de la traducción latina del apelativo del dios griego Urano.  El nombre de la deidad generalmente aparece en forma gramatical masculina cuando se lo concibe como una fuerza generativa masculina, pero la forma neutral Caelum también se encuentra como una personificación divina.  Algunas versiones tardías lo denominan como Polo (Pollus), esto es, el «polo» del cielo.

## Identidad
El nombre de Caelus indica que fue el equivalente romano del dios griego Urano (Οὐρανός, Ouranós), que tuvo gran importancia en la teogonía y mitología de los griegos. Varrón lo une con Terra (Tierra) como pater y mater (padre y madre), y dice que son 'grandes deidades' (dei magni) en la teología de los misterios en Samotracia. Aunque se desconoce si tuvo culto en Roma, no todos los estudiosos consideran que sea una importación griega dado su nombre latino. Se le ha asociado con Sumano, el dios del trueno nocturno, como 'puramente romano'.
Caelus comienza a aparecer regularmente en el arte augusteo y en relación con el culto a Mitra durante la era imperial. Vitruvio lo incluye entre los dioses celestiales cuyos templos (aedes) debían construirse abiertos al cielo. Otros dioses para quienes este tipo de diseño del aedes era apropiado fueron Júpiter,  Sol y  Luna. Como dios del cielo, se identificó con Júpiter, como lo indica una inscripción donde se lee: Optimus Maximus Caelus Aeternus Iup<pi>ter.

## Familia y consortes
Agustín de Hipona, citando como autoridad a Virgilio, dice que el Cielo (Caelus) y la Tierra (Terra) son esposos.  Según Higino Cielo era hijo de Éter (Aether) y Día (Dies), y sus dos hermanas fueron Tierra (Terra) y Mar (Mare) [Talasa].  El Primer Mitógrafo Vaticano alega que Ofión, u Océano según los filósofos, engendró al Cielo con la antigua Tetis.
Cicerón recuenta los siguientes hijos de Cielo: Mercurio (con Dies), Venus (de nuevo con Dies) Júpiter  y Vulcano.  Con Trivia, Caelus fue el padre de Jano, Saturno y Ops.  Caelus también fue el padre de una de las tres formas de Júpiter, siendo los otros dos padres Éter y Saturno.  En una tradición, Caelus era el padre, con Tellus, de las Musas, aunque probablemente fuera una mera traducción de Ouranos de una fuente griega.  A partir del Renacimiento ya se empezó a concederle otras variantes genealógicas más dispares. Así unos dicen que Saturno era hijo de Cielo (Coelus) y Polo (sic.).  O bien Vesta y Cielo, ambos esposos, engendraron a Ops, Tetis, Ceres y Titán.  Y otros más alegan que el antiquísimo Perses, padre de Hécate por Asteria, era hijo del Cielo.

## Mito y alegoría
Caelus sustituyó a Urano en las versiones latinas del mito de Saturno (Crono) que castra a su padre celestial, de cuyos genitales cortados, arrojados al mar, nació la diosa Venus (Afrodita).  En su obra Sobre la naturaleza de los dioses, Cicerón presenta una alegoría estoica del mito en el que la castración significa 'que el éter celestial más elevado, ese fuego de semillas que genera todas las cosas, no requirió el equivalente de los genitales humanos para proceder en su trabajo generador'.  Para Macrobio, la separación marca el Caos del Tiempo (Saturno) fijo y medido según lo determinado por los Cielos giratorios (Caelum). La semina rerum ('semillas' de las cosas que existen físicamente) proviene de Caelum y son los elementos que crean el mundo.

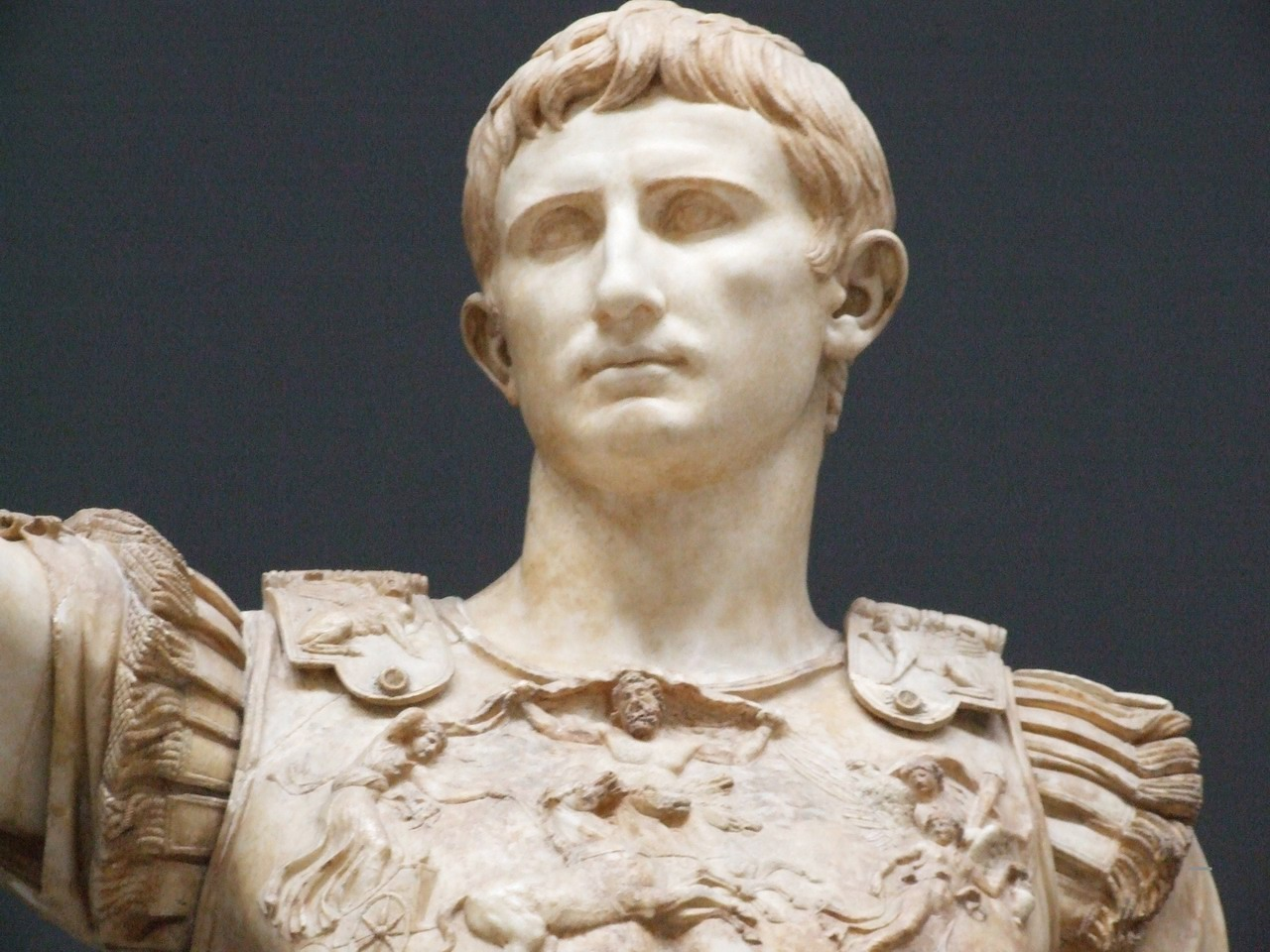
Augusto de Prima Porta llevando en su coraza una posible representación de Caelus.

La abstracción espacial divina Caelum es un sinónimo del Olimpo como morada celestial metafórica de lo divino, identificada y distinguida de la montaña de la antigua Grecia como hogar de los dioses. Varrón dice que los griegos llaman a Caelum (o Caelus) 'Olympo'. Como representación del espacio, Caelum es uno de los componentes del mundus, 'el 'mundo' o cosmos, junto con terra (tierra), mare (mar) y aer (aire). En su obra sobre los sistemas cosmológicos de la antigüedad, el humanista renacentista neerlandés Gérard Vossius trata ampliamente de Caelus y su dualidad tanto como dios como un lugar en el que habitan los otros dioses.
El escritor cristiano del período preniceno, Lactancio, usa habitualmente los teónimos latinos Caelus, Saturno y Júpiter para referirse a las tres hipóstasis divinas de la escuela neoplatónica de Plotino: el Primer Dios (Caelus), el Intelecto (Saturno) y Alma, hijo del Inteligible (Júpiter).

## En el arte
Generalmente, aunque no está universalmente aceptado, Caelus es representado en la coraza del Augusto de Prima Porta, en la parte superior por encima de los cuatro caballos de la cuadriga del dios Sol. Aparece como un hombre maduro y barbudo que lleva una capa sobre su cabeza que ondea en forma de arco, un signo convencional de deidad (velificatio) que 'recuerda la bóveda del firmamento'.  Está equilibrado y emparejado con la personificación de la Tierra en el fondo de la coraza. Otra interpretación es que estas dos figuras podrían ser identificadas con Saturno y la Magna Mater, para representar la nueva 'Edad de Oro' de Saturno de la ideología augustea.
En un altar de los Lares ahora en el Museo Vaticano, Caelus aparece en su carro con Apolo-Sol sobre la figura de Augusto.